# محوطه شماره خوراب۲
محوطه شماره خوراب۲ مربوط به سده‌های میانه دوران‌های تاریخی پس از اسلام است و در شهرستان ایرانشهر، بخش بمپور، دهستان بمپور شرقی، ۱/۵ کیلومتری شمال شرق شهرک شهید بهشتی واقع شده و این اثر در تاریخ ۳۰ بهمن ۱۳۸۶ با شمارهٔ ثبت ۲۱۱۷۸ به‌عنوان یکی از آثار ملی ایران به ثبت رسیده است.